# H.V. Sthyr
Hans Valdemar Sthyr (født 3. oktober 1838 i Frederikshavn, død 5. marts 1905 i Charlottenlund) var en dansk teolog, præst, biskop, landstingsmedlem og kultusminister. Han var bror til grosserer Selgen Sthyr.
Styhr blev cand.theol. fra Københavns Universitet i 1861 og virkede som sognepræst i Alslev og Hostrup sogne fra 1873 til 1877. Samme år blev han blev professor i teologi ved Københavns Universitet på en afhandling om Det Ny Testamente. Han var professor frem til 1887, hvor han blev udnævnt til biskop over Lolland-Falsters Stift, hvilket han var til 1897. Han var biskop over Fyens Stift fra 1900-1903.
Politisk tilhørte Sthyr Højre, som han repræsenterede i Landstinget fra 1886 til 1894. Han blev udnævnt til kultusminister ved ministeriet Hørrings tiltræden 23. maj 1897 og sad til regeringens afgang 27. april 1900. Under hans tid som minister gennemførte han bl.a. Folkeskoleloven af 1899, som hans forgænger, Vilhelm Bardenfleth, havde forberedt. Loven banede vejen for en strammere ministeriel styring af folkeskolen, ligesom den introducerede faget anskuelsesundervisning i de mindste klasser.
Han blev Ridder af Dannebrog i 1888, Dannebrogsmand i 1892, Kommandør af 2. grad i 1896 og af 1. grad i 1898.
Han er begravet på Østre Kirkegård i Nykøbing Falster. Der findes et maleri af Knud Larsen fra 1905 (Skt. Knuds Kirke). Der findes også en tegning af Knud Gamborg fra 1890 og et træsnit fra 1891.